# Straw Hat Riot
Der Strohhutaufstand fand am Sommerende des Jahres 1922 in New York City statt. Er gründete sich auf eine ungeschriebene Regel in der Männermode und eine Tradition, all jene zu verspotten, die auch nach Herbstbeginn ihre Sommer-Strohhüte weitertrugen. Das inoffizielle Datum, bis zu dem es als sozial akzeptabel galt, Strohhut zu tragen, war der 15. September. Es handelte sich ursprünglich um eine Reihe kleinerer Unruhen, die sich jedoch ausbreiteten. Die Unruhen dauerten acht Tage und führten zu vielen Verhaftungen und einigen Verletzungen.

## Hintergrund

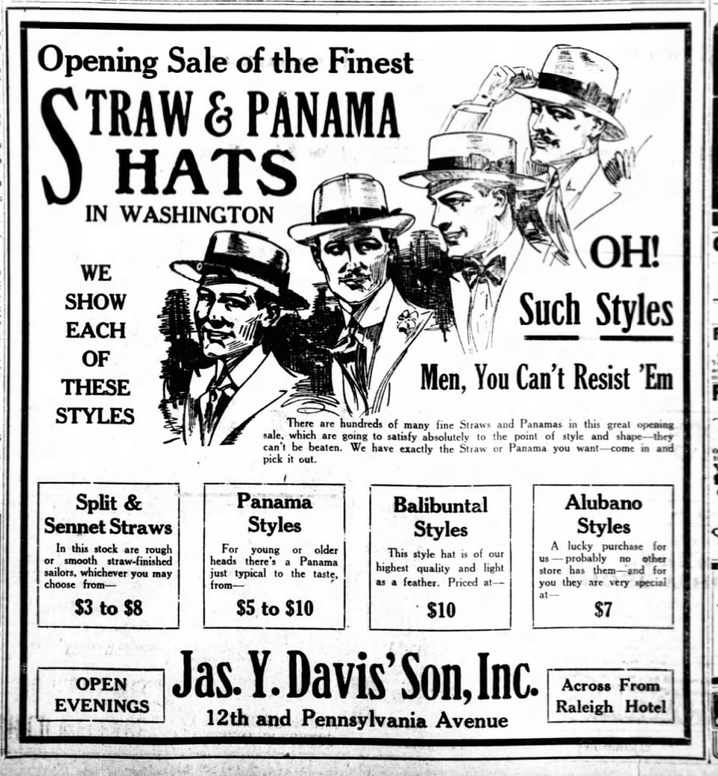
Zeitungswerbung, 1919

Strohhüte tauchten im 19. Jahrhundert als Sommerkleidung auf, normalerweise im Zusammenhang mit sommerlichen Sportveranstaltungen wie Bootfahren (daher nannte man diese auch „Boater“). Der weiche Panama-Hut wurden ebenfalls von tropischer Kleidung abgeleitet, wurde aber als informelle Sommerkleidung getragen. Anfangs galt es für Männer auch im Hochsommer nicht als guter Stil, diese in Großstädten zu tragen (Frauenhüte waren anders). Zu Beginn des 20. Jahrhunderts galten Strohhüte in nordamerikanischen Städten im Hochsommer selbst für Geschäftsleute als akzeptable Tageskleidung, aber es gab eine ungeschriebene Regel, dass man nach dem 15. September keinen Strohhut mehr zu tragen hatte. Der 15. September galt daher auch als „Filzhuttag“.
Es handelte sich dabei um ein willkürliches Datum: Früher war es der 1. September. Das Datum verschob sich aber schließlich auf Mitte des Monats. Es war gesellschaftlich akzeptabel, dass sich Börsenmakler gegenseitig die Hüte zerstörten, weil sie „Gefährten“ waren, jedoch nicht akzeptabel für einander völlig fremde Personen. Männer, die nach dem Filzhuttag mit Strohhüten gesehen wurden, konnten mindestens damit rechnen, verspottet zu werden. Es galt aber auch als Tradition unter Jugendlichen, Strohhüte von den Köpfen der Träger zu schlagen und auf diese zu trampeln. Diese Tradition war weit verbreitet und die Tageszeitungen warnten die Menschen oft vor dem bevorstehenden 15. September, an dem Männer auf Filz- oder Seidenhüte umsteigen müssten. Das Zerstören von Hüten war erst nach dem 15. September gesellschaftsfähig, jedoch kam es auch bereits früher zu verschiedenen Vorfällen, sodass die Polizei eingreifen musste, um Jugendliche zu stoppen.

## Aufstand
Der Aufstand selbst begann am 13. September 1922, zwei Tage vor dem angeblich unausgesprochenen Datum, als eine Gruppe Jugendlicher beschloss, die Tradition frühzeitig zu starten. Diese Gruppe begann im ehemaligen Viertel Mulberry Bend in Manhattan, Hüte von den Köpfen von Fabrikarbeitern zu reißen und auf diese zu stampfen. Das harmlosere Stampfen wurde zu einer Schlägerei, als die Jugendlichen versuchten, auf die Hüte einer Gruppe von Hafenarbeitern zu treten, und diese sich wehrten. Die Schlägerei brachte den Verkehr auf der Manhattan Bridge zum Erliegen und wurde schließlich von der Polizei aufgelöst, was zu einigen Verhaftungen führte.
Obwohl die anfängliche Schlägerei von der Polizei aufgelöst wurde, eskalierten die Kämpfe am nächsten Abend weiter. Banden von Teenagern streiften mit großen Stöcken durch die Straßen, manchmal mit einem durch die Spitze getriebenen Nagel, um Hüte aufzuhängen, suchten nach Fußgängern mit Strohhüten und schlugen auf diejenigen ein, die sich widersetzten. Ein Mann behauptete, sein Hut sei gestohlen worden und dass die Gruppe, die seinen Hut geklaut hatte, sich einem Mob von etwa 1000 Personen anschloss, der überall entlang der Tenth Avenue (Manhattan) Hüte schnappte. Mehrere Männer wurden wegen der Schläge, die sie erlitten hatten, ins Krankenhaus eingeliefert und viele wurden festgenommen. Die Polizei reagierte nur langsam auf die Unruhen, obwohl auch mehrere dienstfreie Polizisten in die Schlägerei verwickelt wurden, als Randalierer versuchten, ihnen die eigenen Hüte zu entreißen.

## Nachwirkungen
Viele derjenigen, die nach Verhaftungen im Zusammenhang mit dem Hutraub vor Gericht gestellt wurden, entschieden sich dafür eine Geldstrafe, anstatt eine Gefängnisstrafe zu verbüßen. Die längste aufgezeichnete Zeit, die einer der Teenager ins Gefängnis geschickt wurde, waren drei Tage. Diese wurden von einem A. Silverman verbüßt, der von Magistrat Peter A. Hatting während eines Nachtgerichts verurteilt wurde.
Bei einem Vorfall griff eine Gruppe von mit Stöcken bewaffneten Jugendlichen in der Nähe der 109. Straße an. Sieben der zur Polizeiwache gebrachten Jugendlichen waren unter 15 Jahre alt und wurden nicht länger in Gewahrsam gehalten, stattdessen wurde ihre Eltern vorgeladen und die Jungen in der Polizeistation geschlagen. Nachdem sich die Polizisten mit dem ursprünglichen Aufruhr befasst hatten, wurde allen Polizeistationen aufgetragen, nach Hüten-schnappenden Teenagern Ausschau zu halten. E. C. Jones behauptete, rund 1000 Teenager in einem Mob gesehen zu haben, der durch die Amsterdam Avenue streifte. Ein Mann, Harry Gerber, wurde so heftig getreten, dass er ins Krankenhaus eingeliefert werden musste.
Die Tradition des Hut-Zerschlagens wurde nach den Unruhen von 1922 noch einige Zeit fortgesetzt. 1924 wurde ein Mann ermordet, weil er einen Strohhut trug. 1925 wurden in New York ähnliche Verhaftungen vorgenommen.
Dass diese Tradition ausstarb, hängt wahrscheinlich mit dem Verschwinden des jahreszeitlichen Wechsels von Stroh- zu Filzhüten zusammen. Während Panamahüte in den 1930er Jahren beliebt blieben, wurde der Strohhut weniger modisch. Strohhüte für Männer wurden weiterhin hergestellt, aber sie ähnelten in ihrer Form eher Hüten wie dem Panama-, Trilby-Hut oder Fedora (Filzhut). In den 1950er Jahren war der klassische Strohhut als Kleidungsstück praktisch ausgestorben, außer unter besonderen Umständen wie der Uniform bestimmter englischer öffentlicher Schulen oder der Sportbekleidung an Universitäten und Hochschulen.